# Nanny Lejdström
Nanny Celina Elisabet Lejdström, född 8 maj 1874 i Säby, Västmanlands län, död 27 april 1959 i Sankt Matteus församling i Stockholm, var en svensk musiklärare och tonsättare. Lejdström studerade vid Kungliga Musikkonservatoriet i Stockholm och examinerades 1901. Hon var verksam i Kalmar som musiklärare från 1919.

## Verk
Lista över kompositioner av Nanny Lejdström.

### Sång och piano
- Ingalill, sång i folkton vid piano till text av Gustaf Fröding. Utgiven 1903 av Abraham Lundquist, Stockholm.[5][6]

- Två sånger till text av Karl August Tavaststjerna. Utgiven 1907 av Abraham Lundquist, Stockholm.[7]

1. ”Gif mig”
2. ”Jag söker att binda" (ur Unga känslor)

- Två små visor med text av Jeanna Oterdahl. Utgiven 1907 av Abraham Lundquist, Stockholm.[8]

1. Blåklockorna
2. Kattfötternas visa

- Stjärngossar för röst och piano till text av Erik Axel Karlfeldt. Utgiven 1907 av Abraham Lundquist, Stockholm.[9]

### Arrangemang
- Ingalill. Arrangemang för piano.[10]

- Ingalill. Arrangemang för violin och piano.[11]

- Ingalill. Arrangemang för orkester.[11]

- Ingalill. Arrangemang för mässingssextett.[11]

## Inspelningar
Tidiga inspelningar av Ingalill finns av Juho Koskelo (1910), Torsten Lennartsson (1911), Oscar Ralf (1913), Victor Lindquist (1914), Knut Öhrström (1924) och  Lars Ekman (1954).